# Ralytupa
Ralytupa är ett släkte av tvåvingar. Ralytupa ingår i familjen platthornsmyggor.

## Dottertaxa tillRalytupa, i alfabetisk ordning[1]
- Ralytupa angusta
- Ralytupa assimilis
- Ralytupa bacillata
- Ralytupa bicincta
- Ralytupa bifaria
- Ralytupa cerea
- Ralytupa compacta
- Ralytupa danielae
- Ralytupa dentata
- Ralytupa denticulata
- Ralytupa fissiterga
- Ralytupa flavida
- Ralytupa flaviscapularis
- Ralytupa flavonigra
- Ralytupa fumidapex
- Ralytupa funebris
- Ralytupa gromieri
- Ralytupa insidiosa
- Ralytupa insidiosoides
- Ralytupa issongo
- Ralytupa lindneri
- Ralytupa major
- Ralytupa medleri
- Ralytupa melanopyga
- Ralytupa minor
- Ralytupa nasuta
- Ralytupa pendleburyi
- Ralytupa penicillata
- Ralytupa pugiata
- Ralytupa pyrrophaea
- Ralytupa simplicistyla
- Ralytupa subminor
- Ralytupa theobromaphila
- Ralytupa virgulta
- Ralytupa vittigera
- Ralytupa wolteri